# Martino Zaccaria
Martino Zaccaria (ultimi decenni del XIII secolo – Smirne, 17 gennaio 1345) è stato un politico e ammiraglio italiano.

## Biografia
Figlio primogenito di Paleologo Zaccaria e Giacomina Spinola. Alla morte del padre, assunse con il fratello Benedetto II, il comando delle isole di Chio e di Focea nel 1314.
Nel 1319 i due fratelli Zaccaria ricevettero l'investitura al dominio delle due località egee da parte di Filippo di Costantinopoli, e a Martino venne conferito il titolo di re e di despota, titolo che egli poteva trasmettere a tutti i suoi discendenti utriusque sexus, cioè sia maschi che femmine.
Si unì in matrimonio con Maria Ghisi, figlia maggiore di Bartolomeo Ghisi, gran connestabile di Morea che oltre alla castellania di Tebe, aveva il possesso di uno dei terzieri dell'Eubea e la signoria di Tino, Micono e delle Sporadi settentrionali. In seguito, ottenne la baronia di Chalandritsa da Aymon de Rans dal cavaliere al quale era stata donata da Luigi di Borgogna dopo l'estinzione della casata dei Tremelay. Dal matrimonio nacquero due figli, Centurione e Bartolomeo.
Nel 1317, fece una guerra contro i turchi, che venne vinta e gli permise di occupare il porto di Smirne, e nel 1318, con l'aiuto dei Cavalieri di Rodi respinse un attacco turco, e riuscì ad imporre agli ottomani un pesante tributo di passaggio per i loro mercanti.
Nel 1320, in seconde nozze, sposò Jacqueline de La Roche, ultima erede del ramo cadetto della casa dei duchi di Atene che gli portò in dote le baronie di Veligosti in Messenia e di Damala in Argolide. Vedendo accresciuto il proprio potere, allontanò il fratello Benedetto III da Chio promettendogli una cospicua pensione annua. Nel 1324, fu tradito da quest'ultimo, che si presentò all'imperatore contro l'operato del fratello, e ciò gli costò la decadenza dai titoli ottenuti negli anni precedenti. Chio venne occupata da una flotta di 105 navigli inviati dallo stesso imperatore, Martino fu catturato e fatto prigioniero a Costantinopoli.
Nel 1331, uscì di prigione a seguito delle pressioni di papa Clemente VI e del re di Francia. Nel 1343, fu messo al comando della crociata contro Umar Bey, emiro di Aydin nella riconquista di Smirne persa nel 1328. Lo Zaccaria, usò questa spedizione per tentare la riconquista di Chio. A capo della flotta denominata "Santa Unione", riuscì a conquistare Smirne.
Nel 1345, con il veneziano Piero Zeno, stava assistendo in cattedrale alle funzioni celebrate dal patriarca di Costantinopoli Enrico d’Asti, ma subirono un attacco da parte dei turchi, e lo Zaccaria vi morì insieme a tutti gli uomini della spedizione.